# 스텝파더 스텝
스텝파더 스텝은 미야베 미유키의 동명 베스트셀러 소설 《스텝파더 스텝》을 원작으로 하는 드라마 작품이다. 카미카와 타카야는 TBS 연속드라마 주연 출연은 처음이며. 코니시 마나미는 2007년 반짝반짝 연수의 이후 약 5년 만에 출연하였다.